# Vorort
 (juin 2009).
Si vous disposez d'ouvrages ou d'articles de référence ou si vous connaissez des sites web de qualité traitant du thème abordé ici, merci de compléter l'article en donnant les références utiles à sa vérifiabilité et en les liant à la section « Notes et références ».
Le Vorort (mot allemand signifiant « en place de ») désigne le directoire fédéral qui était chargé en Suisse d'expédier les affaires en l'absence de la diète fédérale. Il se composait du conseil d'État du « canton directeur », de l'avoyer de ce canton, qui présidait, et d'un chancelier. Ce système a pris fin en 1848.

## Histoire

### Jusqu'en 1798
Jusqu'en 1798, le « canton directeur » était celui qui convoquait la diète fédérale et en assumait la présidence. Avant la fin du XVe siècle, Zurich et Lucerne jouèrent le plus souvent ce rôle, avant que le premier ne réussisse finalement à s'imposer comme canton directeur de tous les Confédérés.
Après la scission confessionnelle de la Confédération au XVIe siècle, Lucerne se trouva de fait à la tête des cantons catholiques, qui y tenaient d'ailleurs la plupart de leurs délibérations séparées.

### Régime de la Médiation (1803-1813)
L'acte de Médiation de 1803 institua six cantons directeurs, Fribourg, Berne, Soleure, Bâle, Zurich et Lucerne, qui présidaient à tour de rôle la Diète pendant une année. Le bourgmestre ou l'avoyer du canton en exercice représentait la Confédération à l'extérieur avec le titre de « Landamman de la Suisse ». Seul organe permanent, la Chancellerie fédérale déménageait chaque année au siège du nouveau canton directeur. 

### De 1815 à laConstitution fédérale de 1848
Le Pacte fédéral de 1815 réduisit le nombre des cantons directeurs à trois. Dès lors et jusqu'en 1847, Zurich, Berne et Lucerne remplirent tour à tour dans cet ordre de succession le rôle de Vorort par périodes de deux ans avec des compétences restreintes.